# بیمارستان نظامی گوری
بیمارستان نظامی گوری (به لاتین: Gori Military Hospital) یک بیمارستان در گرجستان است که در گوری (گرجستان) واقع شده‌است.